# Enna (provins)
Enna var en provins i den italienska regionen Sicilien och dess huvudort var Enna. Provinsen etablerades 1927 under namnet Castrogiovanni som ändrades till Enna samma år. Provinsen upphörde 2015 när den ombildades till ett fritt kommunalt konsortium Enna.

## Världsarv i provinsen
Här finns även det sedan 1997 världsarvsklassade Villa Romana del Casale.

## Administrativ indelning
Provinsen Enna var indelad i 20 comuni (kommuner) 2015.

## Geografi
Provinsen Enna gränsar:
- i norr mot provinsen Messina
- i öst och syd mot provinsen Catania
- i syd och väst mot provinsen Caltanissetta
- i väst mot provinsen Palermo

Provinsen Enna var den enda provinsen på Sicilien som inte gränsar mot havet.